# Slipinskogenia hargreavesi
Slipinskogenia hargreavesi is een keversoort uit de familie Propalticidae. De wetenschappelijke naam van de soort is voor het eerst geldig gepubliceerd in 1960 door John.